# Moderfitzsee
Der Moderfitzsee ist ein kleiner natürlicher See im Ortsteil Himmelpfort der Stadt Fürstenberg/Havel.

## Geographische Lage und Hydrographie
Er liegt im Naturraum des Neustrelitzer Kleinseenlandes im Naturpark Uckermärkische Seen. Der See ist nach der Charakterisierung im Steckbrief ein kalkreicher, ungeschichteter See mit relativ großem Einzugsgebiet. Er hat eine West-Ost-Ausdehnung von etwa 1,2 km und in Nord-Süd-Richtung eine Breite von etwa 770 m. Er hat eine Fläche von ca. 56 ha (ca. 58 ha) und ist an seiner tiefsten Stelle ca. 10 m tief. Fast im Zentrum ragt eine kleine Insel aus dem See.

## Geschichte
Der See wurde bereits 1299 erstmals urkundlich genannt (stagnum Westwitz). Er gehörte neben 38 anderen namentlich genannten Seen zur Erstausstattung des Klosters Himmelpfort. Der Name ist in dieser Urkunde verschrieben. 1331 wird er Wusteruiz genannt, im Erbregister des Herrschaft Badingen und Himmelpfort von 1574 wird er Wutenitz geschrieben. Die Grundform altpolabisch *Vostrovica zu *vostrov = Insel bezeichnet einen See mit einer Insel; dies trifft auf den Moderfitzsee zu. Die heutige Form kam durch die falsche Leseweise M statt W zustande und wurde an Moder angeglichen.

## Bewirtschaftung und Freizeit
Der See wird durch die Seenfischerei Himmelpfort GbR, FB Gensch bewirtschaftet. Am Westende des Sees befindet sich eine Badestelle.

## Weblinks

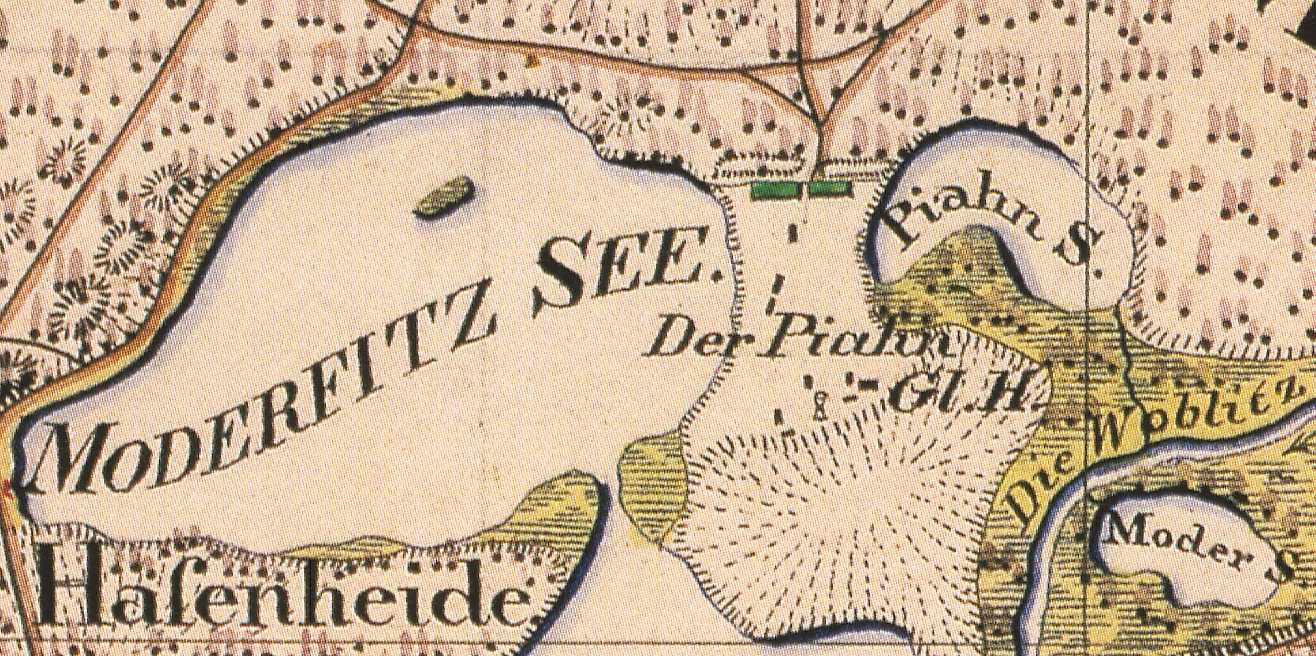
Moderfitzsee, Piansee und Pian auf dem Urmesstischblatt von 1825. Gl.H. = Glashütte
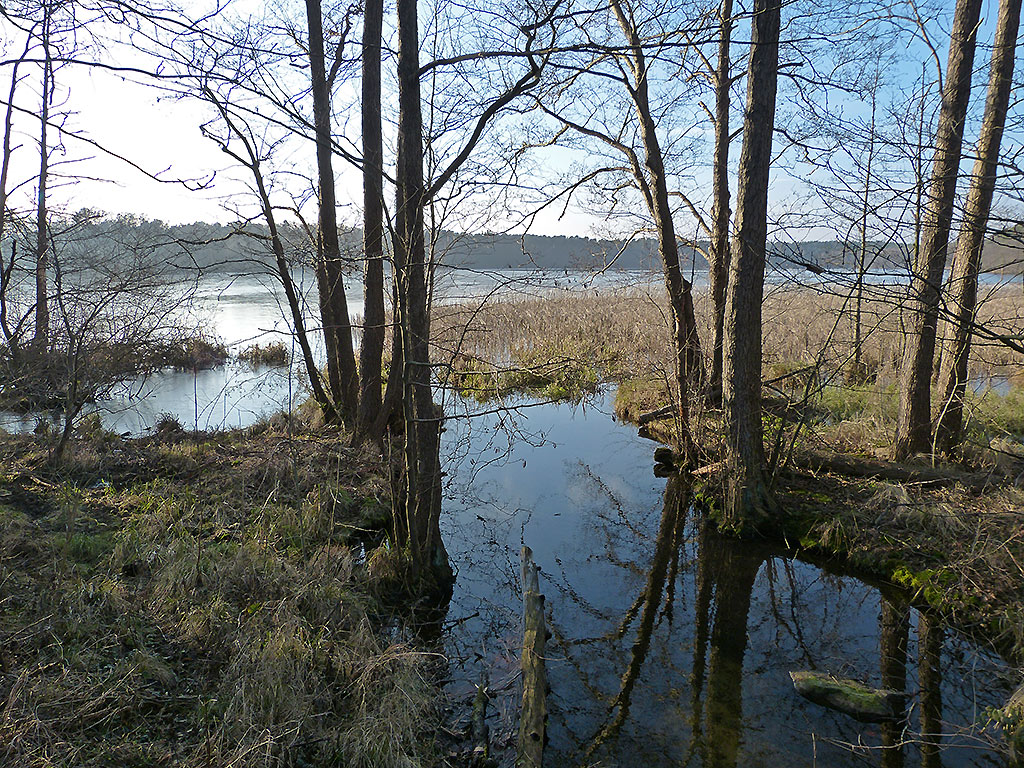
Verbindung zwischen Sidowsee und Moderfitzsee